# Doris Miller

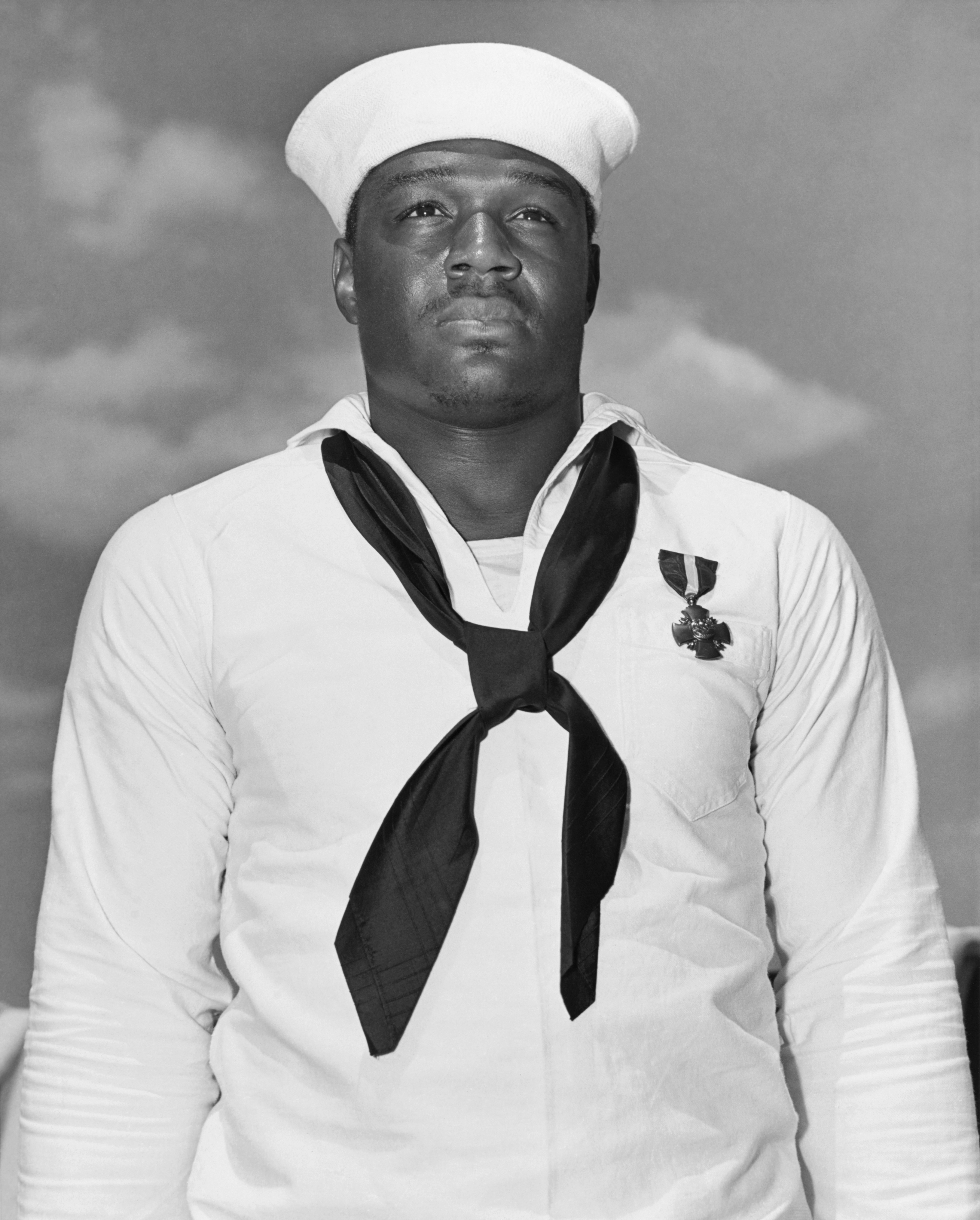
Doris Miller (1942)

Doris „Dorie“ Miller (* 12. Oktober 1919 in Waco, Texas, USA; † 24. November 1943) war ein US-amerikanischer Schiffskoch der United States Navy. Er erlangte Heldenruhm durch seine Taten beim japanischen Angriff auf Pearl Harbor am 7. Dezember 1941. Er war der erste schwarze Amerikaner, dem das Navy Cross verliehen wurde, die höchste Ehrung der US-Marine und die zweithöchste der US-Streitkräfte.

## Leben

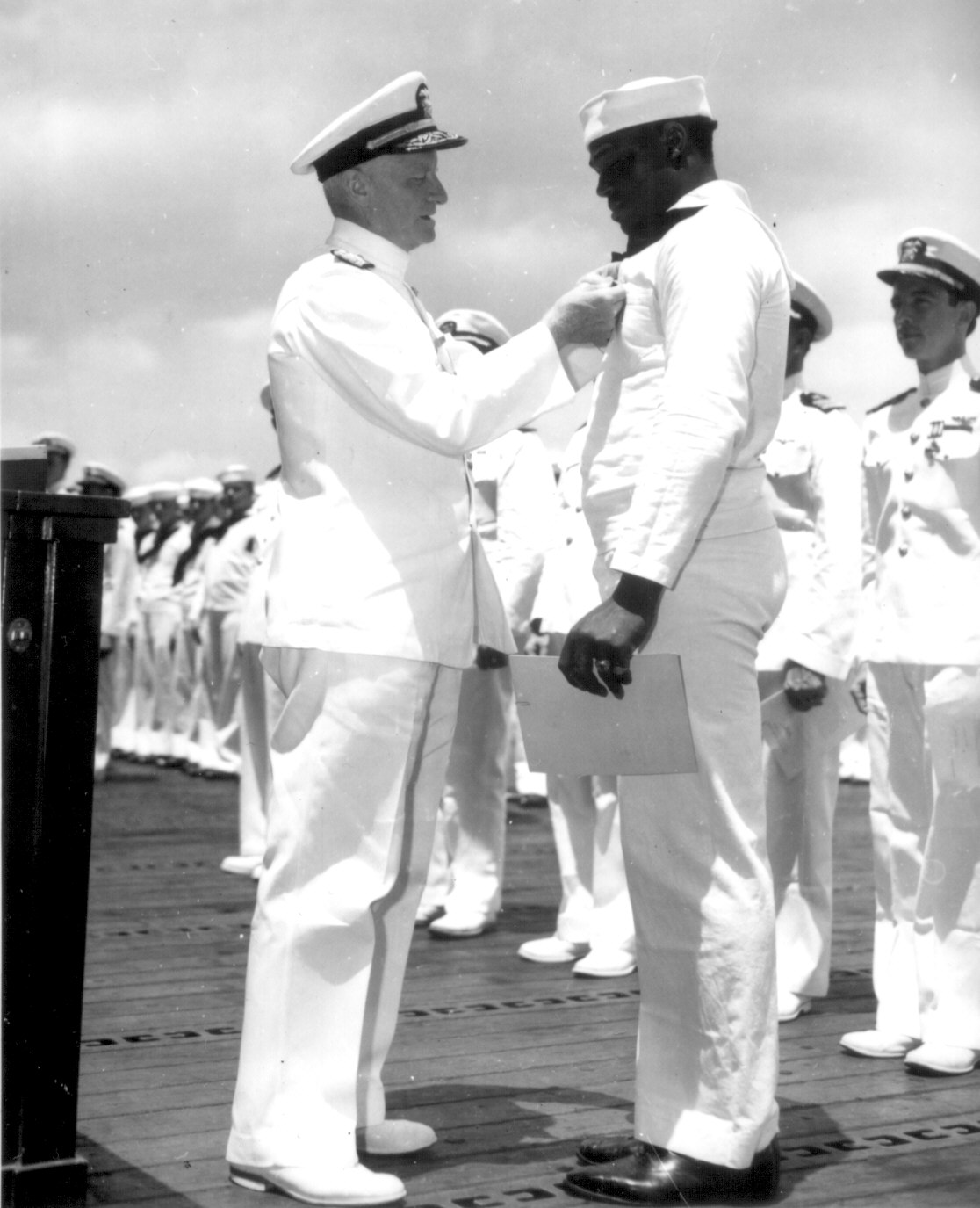
Admiral Chester W. Nimitz verleiht Miller das Navy Cross.

Doris Miller wurde am 12. Oktober 1919 in Waco, Texas geboren und schrieb sich 1939 im Alter von 20 Jahren bei der Navy ein; da jedoch Afroamerikaner zu diesem Zeitpunkt keinen Dienst bei der kämpfenden Truppe leisten durften, musste er in der Messe arbeiten. Innerhalb kurzer Zeit stieg er zum Schiffskoch Dritter Klasse an Bord der Pyro auf, bevor er 1940 auf die West Virginia versetzt wurde, auf der er sich einen Namen als Schwergewichtsboxer machte.
Am 7. Dezember 1941 war Miller gerade mit Wäschesammeln beschäftigt, als der Luftangriff der Streitkräfte des Japanischen Kaiserreichs auf den US-Stützpunkt Pearl Harbor begann. Er begab sich sofort zu seiner Kampfstation, die jedoch nicht kampfbereit war, so dass er stattdessen Verwundete versorgen half. Als Captain Mervyn Sharp Bennion vom Fragment einer Fliegerbombe verwundet wurde, half Miller, ihn in Sicherheit zu bringen. Der Captain starb später an seinen Verwundungen und erhielt postum die Medal of Honor.
Kurz darauf fand Miller ein Flugabwehr-Maschinengewehr (Browning M2 .50 BMG) der West Virginia geladen, aber unbesetzt vor; ohne zu zögern und ohne je dafür ausgebildet worden zu sein, übernahm er das Maschinengewehr und eröffnete das Feuer auf die japanischen Flugzeuge. Obwohl er später nie für den Abschuss eines feindlichen Flugzeuges vermerkt wurde, war er sich nach eigenen Angaben sicher, einen feindlichen Sturzkampfbomber „erwischt“ zu haben. Er schoss rund 15 Minuten, bis sein Magazin leer war und er mit den übrigen Besatzungsmitgliedern das Schiff verließ. Nach dem Angriff wurde er auf die Indianapolis versetzt.
Die Geschichte seines mutigen Verhaltens im Kampf machte bald in der Truppe und bei afroamerikanischen Medien auf dem Festland die Runde, wodurch das Kommando der Navy auf ihn aufmerksam wurde. Am 27. Mai 1942 verlieh Admiral Chester W. Nimitz Miller persönlich das Navy Cross. Er hob den Mut des jungen Mannes hervor, und dass es seiner Meinung nach in Zukunft zweifellos weitere ruhmreiche Taten von afroamerikanischen Soldaten geben würde.
Im Herbst 1943 im Alter von 24 Jahren wurde Miller auf den Geleitflugzeugträger Liscome Bay (CVE-56) versetzt und fiel, als der Träger 1943 während der Operation Galvanic vor den Gilbert Islands torpediert und versenkt wurde.
Im Film Pearl Harbor aus dem Jahr 2001 wird Miller von Cuba Gooding Jr. gespielt.

## Ehrungen und Auszeichnungen

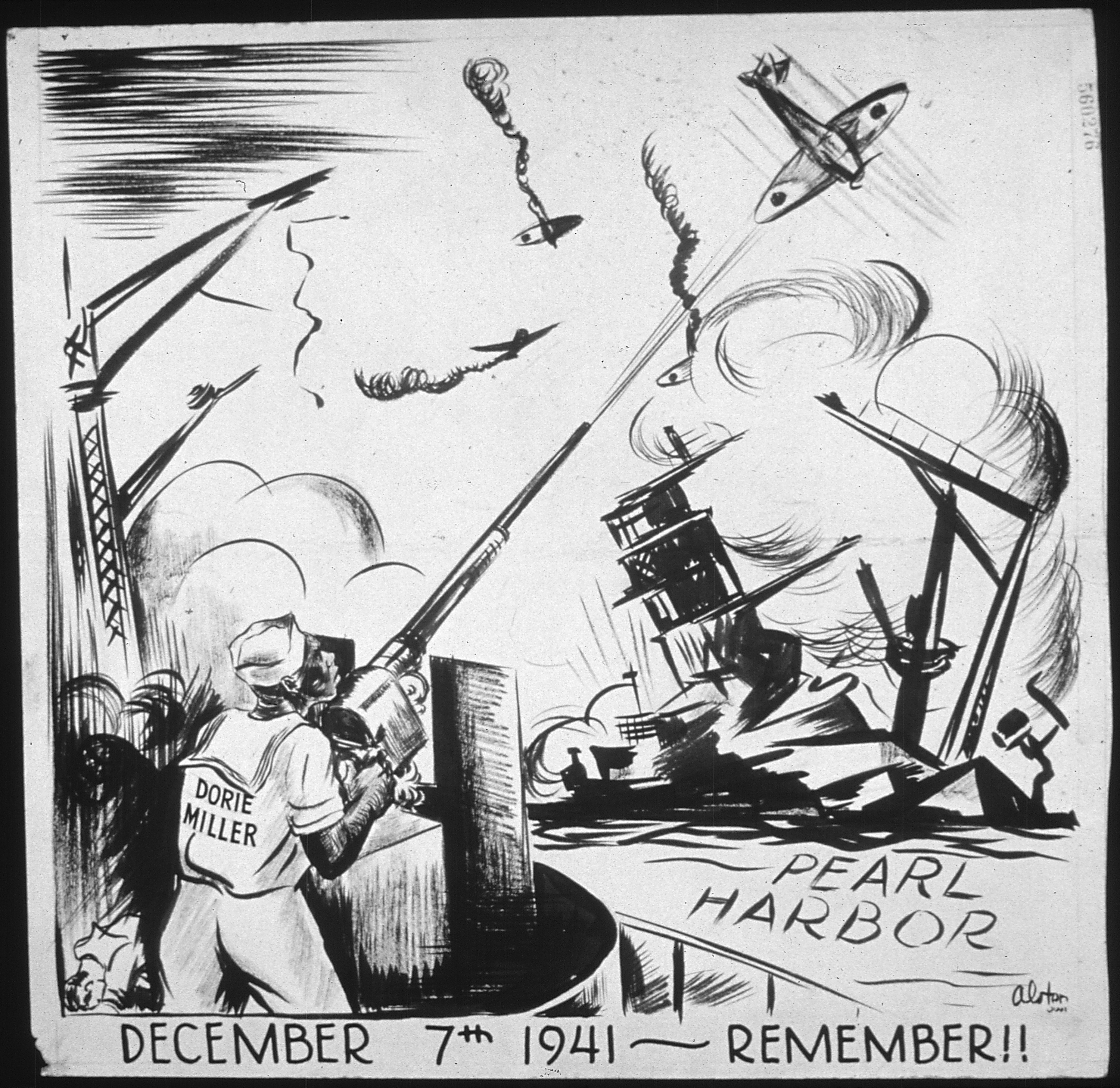
US-Kriegsplakat mit Doris Miller, 1943.

Nach Miller sind Schulen, Straßen, Gebäude und anderes benannt.
Die von 1973 bis 1991 in Dienst befindliche Fregatte der Knox-Klasse Miller (FF-1091) wurde nach Miller benannt. Am 20. Januar 2020 gab die US-Marine bekannt, den zukünftigen Gerald-R.-Ford-Klasse-Flugzeugträger CVN-81 nach Miller zu benennen. Flugzeugträger der US-Marine wurden zuletzt meist nach US-Präsidenten, Schlachten oder hohen Militärs benannt. Miller ist der erste Afro-Amerikaner, nach dem ein Flugzeugträger der US-Marine benannt wird.
Miller erhielt diese Auszeichnungen der US-Streitkräfte:
- Navy Cross
- Purple Heart
- American Defense Service Medal
- Asiatic-Pacific Campaign Medal
- World War II Victory Medal